# Port lotniczy Sinnamary
Port lotniczy Sinnamary – port lotniczy Gujany Francuskiej, zlokalizowany w miejscowości Sinnamary.